# Aphalara itadori
Aphalara itadori är en insektsart som först beskrevs av Shinji 1938.  Aphalara itadori ingår i släktet Aphalara och familjen rundbladloppor. Inga underarter finns listade i Catalogue of Life.